# Coluber bholanathi
Coluber bholanathi är en ormart som beskrevs av Sharma 1976. Coluber bholanathi ingår i släktet Coluber och familjen snokar. Inga underarter finns listade i Catalogue of Life.
Enligt Reptile Database ingår arten i släktet Platyceps. Den förekommer i en mindre region i sydöstra Indien.